# Jeanne Richard
Jeanne Richard, född 13 april 2002, är en fransk skidskytt.

## Karriär
Jeanne Richard debuterade i världscupen 2024. Hennes första individuella pallplats kom i och med tredjeplatsen i masstarten den 19 januari 2025.